# Pico Aguja
El pico Aguja en un pico puntiagudo de roca negra y de 370 metros de altura, ubicado al oeste de la bahía Brunow, en la costa sur de la -isla Livingston, en las islas Shetland del Sur, Antártida.

## Historia y toponimia
Aparece en un mapa de 1825, elaborado por James Weddell, con el nombre de Barnards Peak, en honor a Charles H. Barnard, comandante del bergantín estadounidense Charity, que se dedicó a la caza de focas en la temporada 1821-1822. En 1935, tras cartografiar el área, el equipo de Investigaciones Discovery lo renombró descriptivamente como Needle Peak. El nombre fue traducido al castellano en las toponimias antárticas de Argentina (oficializado en 1956) y Chile.

## Reclamaciones territoriales
Argentina incluye al pico en el departamento Antártida Argentina dentro de la provincia de Tierra del Fuego, Antártida e Islas del Atlántico Sur; para Chile forma parte de la comuna Antártica de la provincia Antártica Chilena dentro de la Región de Magallanes y de la Antártica Chilena; y para el Reino Unido integra el Territorio Antártico Británico. Las tres reclamaciones están sujetas a las disposiciones del Tratado Antártico.
Nomenclatura de los países reclamantes: 
- Argentina: Pico Aguja[6][7]
- Chile: Pico Aguja[5]
- Reino Unido: Needle Peak[3]

### Mapas
- S. Soccol, D. Gildea and J. Bath. Livingston Island, Antarctica. Scale 1:100000 satellite map. The Omega Foundation, USA, 2004.
- L.L. Ivanov et al., Antarctica: Livingston Island and Greenwich Island, South Shetland Islands (from English Strait to Morton Strait, with illustrations and ice-cover distribution), 1:100000 scale topographic map, Comisión Búlgara para los Topónimos Antárticos, Sofía, 2005
- L.L. Ivanov. Antarctica: Livingston Island and Greenwich, Robert, Snow and Smith Islands. Scale 1:120000 topographic map. Troyan: Manfred Wörner Foundation, 2010. ISBN 978-954-92032-9-5 (First edition 2009. ISBN 978-954-92032-6-4)
- Antarctic Digital Database (ADD). Scale 1:250000 topographic map of Antarctica. Scientific Committee on Antarctic Research (SCAR). Since 1993, regularly upgraded and updated.
- L.L. Ivanov. Antarctica: Livingston Island and Smith Island. Scale 1:100000 topographic map. Manfred Wörner Foundation, 2017. ISBN 978-619-90008-3-0

- Datos: Q6986583